# Jochen Schümann
Jochen Schümann (* 8. června 1954 Berlín) je bývalý německý jachtař, který se zúčastnil šesti olympijských her a stal se trojnásobným olympijským vítězem.
Narodil se v Köpenicku, části Východního Berlína, a jachtingu se věnoval od dvanácti let v Yacht Clubu Berlin-Grünau. Absolvoval sportovní školu, vyhrál Spartakiádu mládeže a v roce 1974 se stal juniorským mistrem Evropy. Na Letní olympijské hry 1976 získal pro Německou demokratickou republiku zlatou medaili ve třídě Finn. Na olympiádě 1980 obsadil páté místo. V roce 1983 ukončil studium na Německé vysoké škole tělesné kultury a začal pracovat v Jachtařském svazu NDR. Na Letních olympijských hrách 1988 zvítězil spolu s Thomasem Flachem a Berndem Jäkelem ve třídě Soling. V roce 1992 vyhrála tato posádka již pro sjednocené Německo mistrovství světa v jachtingu, na LOH 1992 skončila čtvrtá a získala zlatou medaili na LOH 1996. Na olympiádě v roce 2000 skončil Schümann s Ingem Borkowskim a Gunnarem Bahrem na druhém místě, když ve finálové jízdě podlehli Dánům. V letech 2001 a 2005 se stal mistrem světa v neolympijské třídě 5,5 metru.
Po ukončení závodní kariéry se stal sportovním ředitelem švýcarského týmu Alinghi, který dovedl k vítězství v Poháru Ameriky v letech 2003 a 2007. Později působil v týmu ALL4ONE Challenge. Žije v Penzbergu v Bavorsku.
V roce 1996 byl vyhlášen světovým jachtařem roku a v roce 2014 byl přijat do Síně slávy německého sportu.